# کاج قندی
کاج قندی یکی از گونه‌های درخت کاج است که در غرب ایالات متحده آمریکا می‌روید. این کاج بلندترین و بزرگ‌ترین گونه کاج به‌شمار می‌آید. مخروط این کاج نیز بزرگ‌ترین مخروط در میان مخروط‌داران است. این درخت در کوهستان‌های ایالت‌های اورگن و کالیفرنیا در آمریکا و شمال غربی مکزیک می‌روید.

## بازنمایی

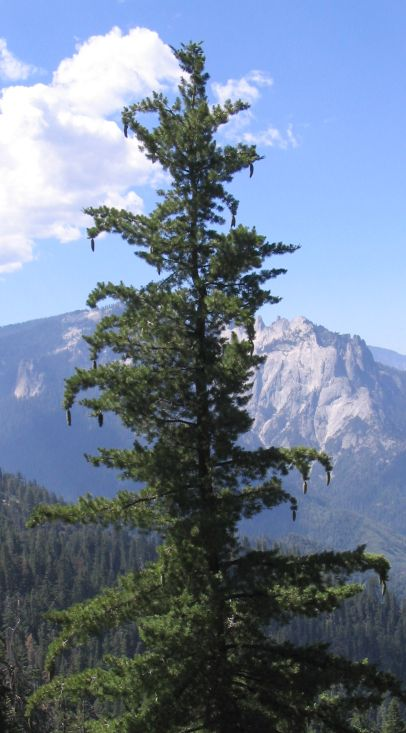

این کاج که بلندترین و بزرگ‌ترین کاج جهان است، عضوی از گروه کاج‌های سفید شمرده می‌شود؛ و به ارتفاع ۴۰ تا ۶۰ متر و به قطر ۱٬۵ تا ۲٬۵ متر می‌رسد و تا ارتفاع ۲۲٬۵ متری از زمین بدون شاخه می‌روید.
برگ (سوزن)های این کاج در دسته‌های ۵ تایی می‌روید. این درخت با مخروط‌های بزرگ خود به خوبی شناخته می‌شود. درازی این غوزه‌ها بین ۲۵ تا ۵۰ سانتیمتر است و تا ۶۶ سانتیمتر هم دیده شده‌است. نام این کاج به‌خاطر رزین شیرین این درخت است که با شکر افرا برابری می‌کند.

## سودمندی‌ها
از چوب این کاج که دارای استحکام متوسط و رگه‌های نسبتاً صاف است و به همین خاطر کمتر در معرض انقباض و پیچیدگی قرار می‌گیرد، به میزان وسیعی در کارهای ساختمانی، تهیه الوار و ساخت در و چارچوب و جعبه و دیگر وسایل چوبی استفاده می‌شود. دانه‌های بالدار و تقریباً بزرگ این کاج نیز خوردنی است.